# Riksdagen 1738–1739
Riksdagen 1738–1739 ägde rum i Stockholm.
Ständerna sammanträdde den 20 maj 1738. Riksdagen präglades av ett missnöje mot Arvid Horns försiktiga fredspolitik. Missnöjet ledde till bildandet av Hattpartiet som fick en bred majoritet i Riddarhuset. Det vanligtvis viktiga valet av lantmarskalk ledde till att Hattpartiets kandidat Carl Gustaf Tessin vann en stor seger med 525 röster mot 141, tillhörande Gustaf Palmfelt som stöddes av Mösspartiet. De övriga ståndens talmän blev följande:
- Prästeståndet: Ärkebiskopen Johannes Steuchius
- Borgarståndet: Justitieborgmästaren i Stockholm Peter Aulævill
- Bondeståndet: Herr Olof Håkanson från Lösens socken och by, Blekinge

Riksdagen ledde till att Arvid Horn avgick som kanslipresident och att Hattpartiet inledde ett långt regeringsinnehav.
Riksdagen avslutades den 18 april 1739.